# Bjørnebrødre
Bjørnebrødre (eng: Brother Bear) er en amerikansk komedie-drama animationsfilm fra 2003, som er produceret af Walt Disney Animation Studios og udgivet af Walt Disney Pictures. Det er studiets 44. animerede film, og filmen er instrueret af Aaron Blaise og Robert Walker. Filmen handler om inuit-drengen Kenai, der, efter at have jagtet og dræbt den bjørn, som slog hans ældste bror ihjel, selv bliver forvandlet til en bjørn. For at blive forvandlet tilbage til et menneske, må Kenai tage til bjerget, hvor nordlyset rører jorden, og på hans vej dertil møder han bjørneungen Koda, som lærer ham vigtigheden af kærlighed og broderskab. Det originale engelske voice-cast bestod af Joaquin Phoenix og Jeremy Suarez, og det danske voice-cast bestod af Nikolaj Lie Kaas, Jamie Morton, Niels Olsen og Thomas Mørk.
Filmen var den tredje og sidste animerede Disney-tegnefilm i fuld spillefilmslængde produceret hovedsageligt af feature animation-studiet Disney-MGM Studios i Orlando, Florida; studiet blev lukket i marts 2004, kort efter filmens premiere, da koncernen ønskede at fokusere udelukkende på computer-animerede tegnefilm. Filmen blev modtaget med overvejende negative anmeldelser, men blev nomineret til Oscar for bedste animationsfilm ved Oscar-uddelingen i 2004, hvor den tabte til Pixars Find Nemo. Filmen indtjente $250 mio. (ca. 1,6 mia. DKK) verdenen over ud fra et budget på $46 mio. (ca. 300 mio. DKK). En direkte-til-video-efterfølger, Bjørnebrødre 2, udkom i 2006.

## Handling
I post-istidens Alaska lever det indfødte stammefolk efter den tro at alle væsner og skabninger er skabt af De Store Ånder, som lever i nordlyset. De tre brødre, Kenai, den yngste; Denahi, den mellemste; og Sitka, den ældste, er på vej hjem fra jagt, da Kenai, som den sidste af brødrene skal have overrakt sit ceremonielle totem; en figur udformet som et dyr. Hvert dyr repræsenterer en egenskab, som bæreren skal finde for at kunne blive en rigtig mand. I modsætning til Sitka, som fik ørnen for lederskab, og Denahi, som fik ulven for visdom, får Kenai ved sin ceremoni overrakt bjørnen for kærlighed, hvilket han er meget skuffet over. Bedre bliver det ikke, da en bjørn kort efter opsnuser og spiser brødrenes fangst af laks. I sin skuffelse og vrede over ceremonien, sætter Kenai efter bjørnen, og Denahi og Sitka følger efter for at stoppe ham. Kenai jagter bjørnen op på toppen af en gletsjer, hvor Sitka til sidst ofrer sig selv for at redde sine to brødre, da han løsner gletsjeren, som styrter ned i vandet. Bjørnen overlever styrtet, mens Sitka omkommer, og efter hans begravelse beslutter Kenai sig for at finde bjørnen og dræbe den som hævn for Sitkas død. Kenai finder bjørnen og jagter den op på toppen af en høj klippe, hvor han til sidst slår den ihjel. Ånderne viser sig nu for Kenai, med Sitkas ånd i form af en ørn, og de forvandler Kenai til bjørn, mens liget af den afdøde bjørn forsvinder op i nordlyset. Denahi ankommer nu til toppen af klippen, hvor han nu tror at Kenai er blevet dræbt af bjørnen, og han sætter efter ham.
Kenai falder ned af klippen i vandet, og bliver ført væk af strømmen, hvor han senere vågner op på flodbredden, hvor hans stammes shaman, Tanana, tager sig af ham. Da Kenai nu er en bjørn, forstår hun ikke, hvad han siger, men hun råder ham til at finde bjerget, hvor nordlyset rører jorden, hvor han kan finde Sitka og få ham til at forvandle ham til et menneske igen. Hun forsvinder kort efter, og Kenai må nu begive sig på vej hen til bjerget. Han opdager snart at han forstår alle naturens skabninger, da han møder de to brødre, elgene Rod og Stub. Kenai bliver kort efter fanget i en fælde, men bliver befriet af en snaksalig og venlig bjørneunge kaldet Koda. Kenai har ikke stor interesse i Koda, indtil Koda fortæller at han er på vej til Laksefloden, hvorfra man kan se bjerget, hvor lyset rører jorden, og Kenai indvilliger i at følge Koda til Laksefloden, hvis Koda bagefter viser ham vej til bjerget. På deres vej til floden danner de to et brødre-lignende bånd, og Koda fortæller at hans mor er forsvundet. Denahi, der stadig er opsat på at hævne Kenai, jagter fortsat de to bjørne, uvidende om Kenai er den ene. Kenai og Koda når omsider frem til Laksefloden, hvor et stort antal bjørne lever som en familie, og Kenai opdager at han føler sig hjemme blandt bjørnene og de nye omgivelser. Under en fortællerunde blandt bjørnene, fortæller Koda en historie om, hvordan hans mor for nylig blev jagtet og kæmpede mod menneske-jægere, og herefter forsvandt, og Kenai indser nu at bjørnen, som han jagtede og siden slog ihjel, var Kodas mor.

Forfærdet over sine handlinger, løber Kenai væk, men Koda finder ham. Kenai fortæller nu Koda den forfærdelige sandhed, og Koda flygter herefter væk fra Kenai. Rod og Stub støder tilfældigvis ind i Koda, og de forsøger at overbevise ham om at tilgive Kenai. Kenai bliver i mellemtiden fanget af Denahi på toppen af et bjerg, men Koda bryder ind, og Kenai forsøger nu at redde Koda fra Denahis spyd. Grundet Kenais selvopofrelse af kærlighed for Koda, dukker Sitka nu op med ånderne, og han forvandler ham til et menneske igen, til stor overraskelse for både Denahi og Koda. Men da Kenai nu har indset at Koda har brug for ham, beder han Sitka om at forvandle ham til en bjørn igen med støtte fra Denahi. Sitka indvilliger og Kenai bliver igen forvandlet til en bjørn. Koda møder sin mor i form af en ånd, før hun og Sitka tager tilbage til ånderne i nordlyset. Kenai lever nu videre som bjørn, og han får sin titel som mand, da han blev en bjørn. 

## Skuespillere
| Engelske skuespiller  | Danske skuespiller   | Rolle        | Dyreart        |
| --------------------- | -------------------- | ------------ | -------------- |
| Joaquin Phoenix       | Nikolaj Lie Kaas     | Kenai        | Menneske/Bjørn |
| Jeremy Suarez         | Jamie Morton         | Koda         | Bjørneunge     |
| Rick Moranis          | Niels Olsen          | Rod          | Canadisk elg   |
| Dave Thomas           | Thomas Mørk          | Stub         | Canadisk elg   |
| Jason Raize           | Anders W. Berthelsen | Denahi       | Menneske       |
| Harold Gould          | Henning Moritzen     | Gamle Denahi | Menneske       |
| D.B. Sweeney          | Dejan Cukic          | Sitka        | Menneske/Ørn   |
| Joan Copeland         | Malene Schwartz      | Tanana       | Menneske       |
| Michael Clarke Duncan | Jens Okking          | Tug/Tom      | Bjørn          |
|                       | Ali Kazim            |              | Vædder         |
|                       | Janus Nabil Bakrawi  |              | Vædder         |

Øvrige er også: Kirsten Peüliche, Martin Hestbæk, Anne Oppenhagen Pagh, Annevig Schelde Ebbe, Puk Scharbau, Julian Baltzer, Søren Ulrichs, Jens Jacob Tychsen, Niels Weyde.

## Priser

### 2004
ASCAP Film and Television Music Awards
- Vandt "ASCAP Award Top Box Office Films" (Phil Collins)

Academy Awards
- Nomineret til "Best Animated Feature" (Aaron Blaise og Robert Walker)

Academy of Science Fiction, Fantasy & Horror Films
- Nomineret til "Saturn Award Best Animated Film"

Annie Awards
- Nomineret til "Outstanding Achievement in an Animated Theatrical Feature"
- Nomineret til "Outstanding Character Animation" (Byron Howard)
- Nomineret til "Outstanding Character Design in an Animated Feature Production" (Rune Brandt Bennicke)
- Nomineret til "Outstanding Effects Animation" (Jason Wolbert)
- Nomineret til "Outstanding Music in an Animated Feature Production (Phil Collins og Mark Mancina)
- Nomineret til "Outstanding Production Design in an Animated Feature Production (Robh Ruppel)
- Nomineret til "Outstanding Voice Acting in an Animated Feature Production (Jeremy Suarez for at lægge stemme til "Koda")
- Nomineret til "Outstanding Writing in an Animated Feature Production" (Tab Murphy, Lorne Cameron, David Hoselton, Steve Bencich og Ron J. Friedman)

BMI Film & TV Awards
- Vandt "BMI Film Music Award" (Mark Mancina)

Broadcast Film Critics Association Awards
- Nomineret til "Critics Choice Award Best Animated Feature"

Motion Picture Sound Editors
- Nomineret til "Golden Reel Award Best Sound Editing in Animated Features – Music" (Earl Ghaffari (musik editor))
- Nomineret til "Golden Reel Award Best Sound Editing in Feature Film – Animated – Sound" (Richard L. Anderson (supervising sound editor), Mike Chock (supervising sound editor), Reuben Simon (supervising foley editor), Steve Lee (sound editor) og

Piero Mura (sound editor))

Phoenix Film Critics Society Awards
- Nomineret til "PFCS Award Best Animated Film"

Satellite Awards
- Nomineret til "Golden Satellite Award Best Motion Picture, Animated or Mixed Media"
- Nomineret til "Golden Satellite Award Best Original Song" (Phil Collins for sangen "Great Spirits")

Young Artist Awards
- Nomineret til "Young Artist Award Best Family Feature Film – Animation"
- Nomineret til "Young Artist Award Best Performance in a Voice-Over Role – Young Actor" (Jeremy Suarez)

## Billetindtægter og home video
Bjørnebrødre indtjente $85.336.277 under biografvisningsperioden i USA og tjente $164.700.000 udenfor USA, som til sammen gav $250.383.219 verden over, hvilket er en succes.
Den 30. marts 2004 indtjente DVD-salget mere end $167 mio. i DVD og VHS-versioner  I april 2004 alene blev 5,51 mio. kopier af Bjørnebrødre solgt.

### Trivia
- Egentlig skulle Kenai have haft en ældre bjørn, kaldet Grizz, til at guide ham igennem skoven og blive som en bror for ham, men det fungerede ikke og han blev erstattet med Koda.
- Phil Collins sang "On my way", "No way out" og "Welcome" på italiensk, fransk , spansk og tysk. I den franske udgave af filmen er "Look through my eyes" også sunget på fransk af Collins. I den japanske version er "No way out" også sunget på japansk af Collins.
- Sætningerne "Jeg er ligeglade med om at dig og Binky har fundet verdens største grankogle nogensinde" og "For det første, så er det ikke Binky, men Bunky, og det var verdens største gran nød" sagt af Kenai (Joaquin Phoenix) og Koda (Jeremy Suarez) var faktisk en stor improvisation, fordi Phoenix kom til at rode rundt i hans sætninger og Suarez rettede ham.